# Tommaso Laureti

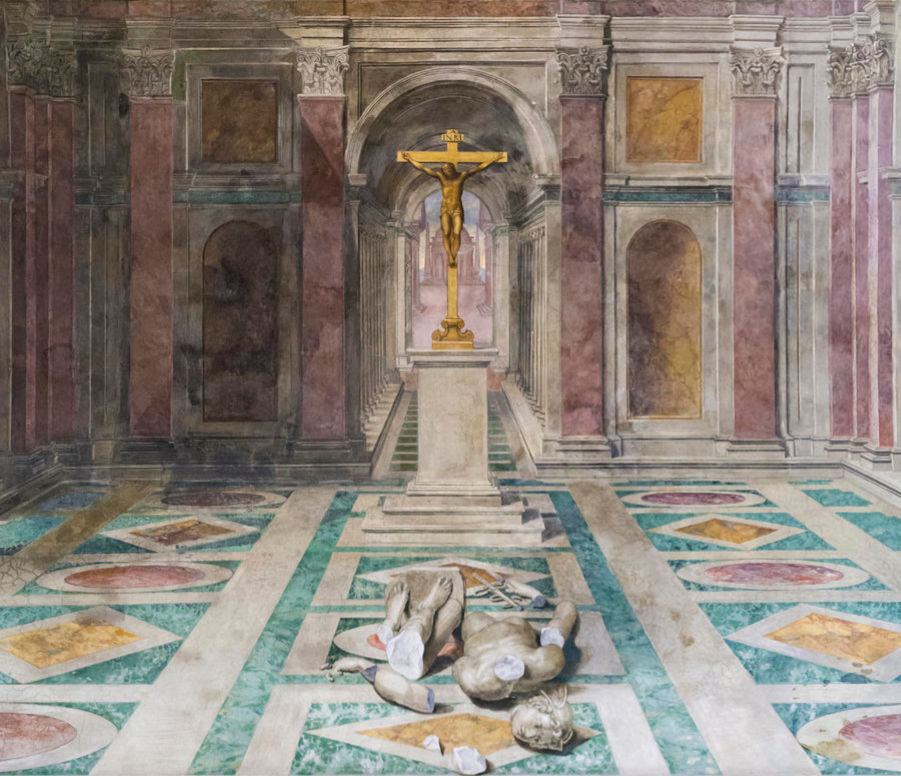
Triumph der Christenheit (1585)

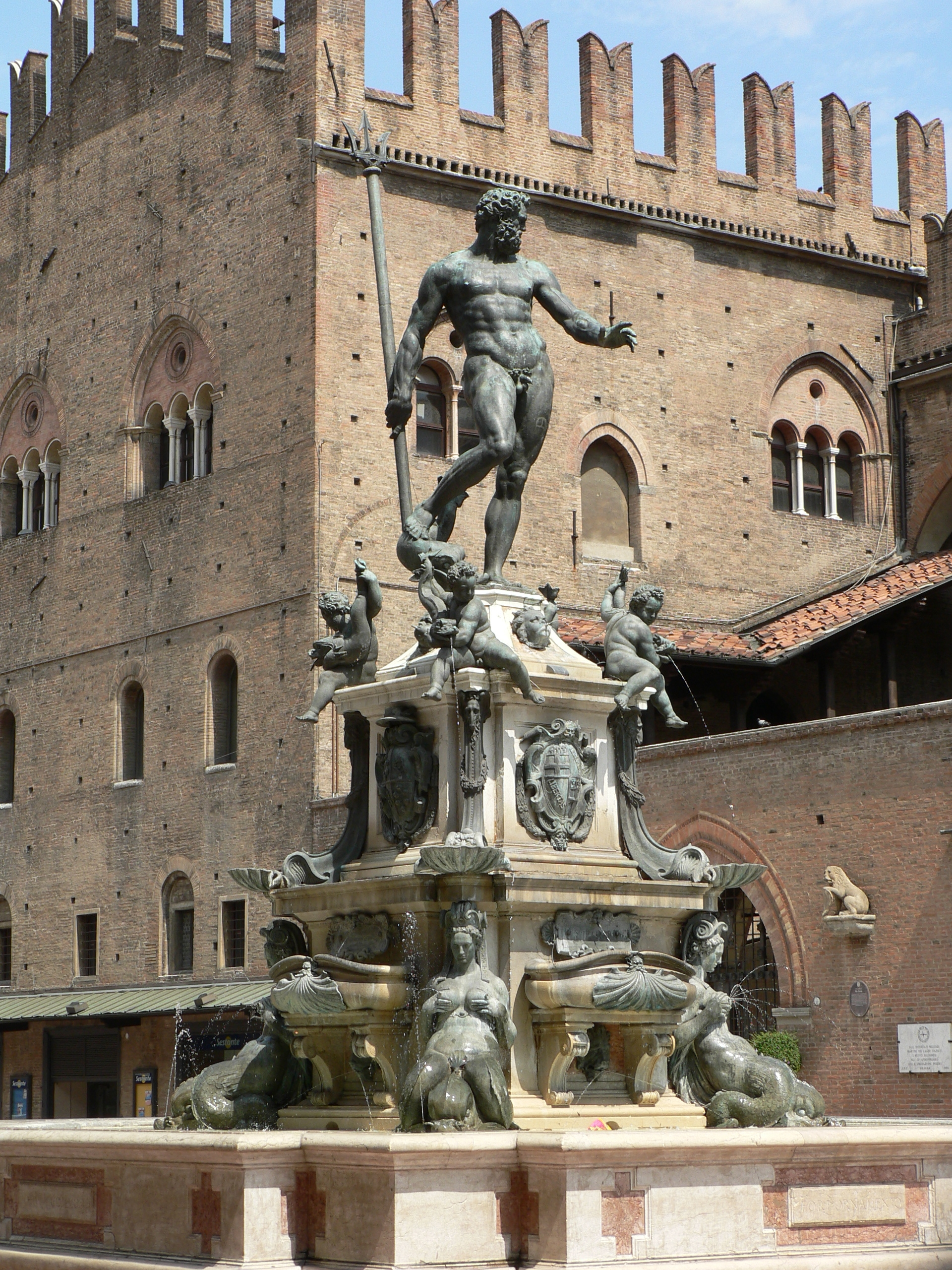
Giambolognas Neptunbrunnen in Bologna, dessen Basis Laureti entwarf

Tommaso Laureti oder Tommaso Laureti Siciliano (* um 1530 in Palermo; † 22. September 1602) war ein sizilianischer Maler.

## Leben und Werke
Laureti wurde bei Sebastiano del Piombo ausgebildet. Nach dem Tod seines Lehrmeisters ließ er sich in Bologna nieder. Werke aus dieser Zeit sind etwa Alexander der Große, ein Gemälde, in dem sein Interesse an illusionistischen Perspektivgestaltungen deutlich zu erkennen ist. Für die Kirche San Giacomo Maggiore schuf er ein Gemälde des heiligen Augustinus. Am bekanntesten jedoch dürfte der Neptunsbrunnen in Bologna sein, dessen Basisgestaltung auf eine Zeichnung Lauretis aus dem Jahr 1563 zurückgeht.
Ab 1582 lebte und arbeitete Laureti in Rom. Dort befindet sich etwa ein Tod der Susanna über dem Hochaltar der Kirche der Heiligen Susanna. Doch auch Werke nichtchristlichen Inhalts sind von Laureti überliefert: Mehrere Fresken im Konservatorenpalast zeigen Höhepunkte der römischen Geschichte, so das Urteil des Brutus, Horatius Cocles bei der Verteidigung des Pons Sublicius, den Sieg am Regillussee und Gaius Mucius Scaevola in der Auseinandersetzung mit Porsenna. Zeugnis von seiner lebenslangen Beschäftigung mit den Wirkungsmöglichkeiten der Zentralperspektive legt der Triumph der Christenheit in der Sala di Constantino ab, den er unter Papst Gregor XIII. begann und unter Sixtus V. vollendete.
Ein Altargemälde in der Basilica di San Prospero in Reggio nell’Emilia konnte er nicht mehr vollenden. Es wurde von Ludovico Carracci fertiggemalt.

## Amt und Nachwirkung
1595 wurde Laureti nach Federico Zuccaro der zweite Leiter der Accademia di San Luca. Dort befindet sich auch sein postum gemaltes Porträt, das Orazio Borgianni 1603 schuf.